# Strmosten
Strmosten (en serbe cyrillique : Стрмостен) est un village de Serbie situé dans la municipalité de Despotovac, district de Pomoravlje. Au recensement de 2011, il comptait 782 habitants.

## Démographie

### Évolution historique de la population
| 1948  | 1953  | 1961  | 1971  | 1981  | 1991  | 2002 | 2011 |
| ----- | ----- | ----- | ----- | ----- | ----- | ---- | ---- |
| 1 185 | 1 285 | 1 322 | 1 242 | 1 193 | 1 074 | 902  | 782  |

|  |